# Anno uno (film 1974)
Anno uno è un film del 1974 diretto da Roberto Rossellini, basato su appunti biografici di Alcide De Gasperi.

## Trama
Il film, imperniato su incontri e dialoghi o discorsi di Alcide De Gasperi, si snoda nel periodo che va dal 1944 al 1954, cioè da quando a Roma si attendono con ansia gli Alleati al momento in cui l'uomo politico, dopo il congresso DC di Napoli da cui esce pressoché sconfitto, si ritira a Selva di Grigno. In questo suo penultimo film, che rientra a pieno titolo nel genere neorealistico, Roberto Rossellini imposta un discorso storico "didattico" sul periodo travagliato e fondamentale per l'Italia, costituito dai primi anni successivi alla fine della guerra e questo attraverso le vicende e il pensiero di uno dei leader politici più prestigiosi dell'epoca.

## Produzione
Le riprese sono state girate in Sicilia, nella valle del Belice.

## Distribuzione
Il film, che ottenne da parte dell'allora Ministero del Turismo e dello Spettacolo il nulla osta film alla proiezione n. 65448 del 25/10/1974, come previsto dalla legge n. 161 del 21 aprile 1962, venne distribuito nelle sale cinematografiche italiane a partire dal 15 novembre 1974.
Fu distribuito dall' I.N.C. in formato Eastmancolor.